# Кувыкта (станция)
Кувы́кта — железнодорожная станция (до 1.10.2010 относилась к Тындинскому отделению) Тындинского региона  Дальневосточной железной дороги. Расположена в одноимённом посёлке Тындинского района Амурской области.
Станция и посёлок получили своё название с эвенкийского языка: кэвэктэ — широкое открытое пространство, покрытое сфагновым мхом; равнина, болото, тундра; др. вариант с эвенк. яз. кэвэк — можжевельник.
Первыми строителями — первопроходцами осенью 1974 г. стала бригада  Героя Социалистического Труда Владимира Степанищева  отряда «Московский комсомолец» . Отряд входил в состав треста «Мостострой-10», который своей работой (установка водопропускных сооружений и труб, наведение мостов и пр.) позволял впоследствии возможность работать путеукладчику на рельсовом или тракторном ходу.
По основному характеру работы является промежуточной, по объёму работы отнесена к 5 классу.
На станции одна боковая низкая платформа и пассажирское здание.

## Дальнее сообщение

### Круглогодичное движение поездов
| № поезда | Маршрут движения   | № поезда | Маршрут движения   |
| -------- | ------------------ | -------- | ------------------ |
| 75       | Нерюнгри — Москва  | 76       | Москва — Нерюнгри  |
| 97       | Тында — Кисловодск | 98       | Кисловодск — Тында |

### Сезонное движение поездов
| № поезда | Маршрут движения | № поезда | Маршрут движения |
| -------- | ---------------- | -------- | ---------------- |
| 235      | Тында — Анапа    | 236      | Анапа — Тында    |